# Дитяча гра 3
«Дитяча гра 3» (англ. Child's Play 3) — американський фільм жахів 1991 року.
Енді вже 16 років, і він проходить навчання в Кентскій військовій школі. Бізнесмен Салліван відновлює виробництво ляльок. І першим з конвеєра сходить відновлений Чакі, одержимий духом мертвого вбивці Чакі. Він досі не позбувся від думок переселитися в тіло хлопця й покинути ненависну йому оболонку веселої дитячої іграшки.

## Сюжет
Через вісім років після другої смерті Чакі компанія Play Pals відновлює виробництво ляльок « Хороший хлопчик» і знову відкриває покинуту фабрику. Її генеральний директор, містер Салліван, турбується лише про прибутки і не дослухається до зауважень колег. Під час прибирання на фабриці кров із останків Чакі випадково капає в пластик, з якого виготовляють нову ляльку. Таким чином душа Чакі опиняється в новому тілі.
Чакі дарують Саллівану і він забирає ляльку до свого кабінету. Там Чакі знущається з нього, ранить різними способами та врешті задушує. Потім він знаходить на комп'ютері генерального директора записи про місце перебування Енді Барклая.
Тепер 16-річний Енді вступає до військової школи Кента після того, як йому не вдалося поладнати з кількома сім'ями. Полковник Кокрейн, комендант школи, знає про «фантазії» хлопця щодо живої ляльки і радить забути їх. Під час стрижки Енді знайомиться з малим учнем Тайлером, який мріє отримати ляльку « Хороший хлопчик». Згодом Енді дружиться з кадетом Гарольдом Обрі Вайтгерстом, з якого знущається підполковник Бретт Шелтон, і зі сміливою кадеткою Крістіною Де Сільва, яка не боїться виступити проти Шелтона.
Тайлера просять доставити посилку для Енді. Несучи її, Тайлер розуміє, що в коробці « Хороший хлопчик» і несе її до зброярні, щоб відкрити. Чакі виривається з коробки, розлючений тим, що перед ним інший хлопець замість Енді. Проте він пам'ятає, що може заволодіти тілом першої людини, яка дізнається його справжню особу. Тому Чакі розповідає Тайлеру своє ім'я і береться виконати ритуал переселення душі, вдаючи, що грається. Несподівано Кокрейн заходить до зброярні і забирає ляльку, яку потім викидає у смітник. Бачачи це, Енді розуміє, що знову в небезпеці. Чакі заманює водія сміттєвоза до пресу для сміття і розчавлює його. Кадети поспішають на допомогу, але вже не можуть врятувати водія.
Вночі Чакі проникає до спальні Енді й розповідає йому про свої плани щодо Тайлера. Енді намагається знищити ляльку, але заходить Шелтон і глузує з нього, забравши ляльку аби подарувати своїй сестрі. Згодом Енді пробирається до кімнати Шелтона, але Чакі там не виявляється. Шелтон прокидається і бачить Енді з ножем. Не маючи вагомих доказів проти Енді, Шелтон примушує курсантів виконувати вправи посеред ночі, гадаючи, що Енді зламається.
Тієї ж ночі Сільва та її подруга Айверс пробираються до кабінету Кокрейна, щоб підглянути документи про Енді. Вони виявляють Тайлера з Чакі і сміються з хлопчика. Через повернення Кокрейна вони тікають, лишивши ляльку в кабінеті. Чакі лякає Кокрейна, спричиняючи серцевий напад. Той падає і помирає.
Наступного ранку Енді намагається переконати Тайлера, що Чакі злий, але Тайлер йому не вірить. Енді попри те дарує йому свого ножа. Тим часом Чакі переховується в перукаря. Той знаходить ляльку і збирається її постригти. Чакі за це перерізає йому горло бритвою. Вайтгерст стає свідком цього і тікає, але не наважується нікому розповісти що бачив.
Попри смерть Кокрейна, в школі повинні відбутися щорічні військові ігри. Кадетів розділяють між «Червоною» та «Синьою» командами для змагань. Енді та Шелтон опиняються в «Синій» команді. Знаючи про це, Чакі потай замінює кулі в рушницях «Червоної» команди з фарбувальних на справжні.
Учасники ігор облаштовують табір на ніч. Наступного дня вони повинні розшукати табір суперника та захопити його прапор. Чакі виманює Тайлера та веде в ліс, погрожуючи ножем. Нарешті зрозумівши, що Чакі злий, Тайлер його ножем, подарованим Енді й тікає. Потім Чакі нападає на Сільву і бере її в заручники. скориставшись її рацією, Чакі приманює обидві команди до єдиного місця. Шелтон сприймає це за частину гри, але «Червоні» відкривають вогонь і ненавмисне застрелюють його. Чакі кидає в курсантів гранату. Вайтгерст стрибає на неї, жертвуючи собою, щоб врятувати інших. Тайлер тим часом тікає, щоб пошукати допомоги в охоронця парку розваг неподалік.
Чакі вирушає туди ж, убиває охоронця і викрадає Тайлера. Енді та Сільва знаходять труп охоронця і Сільва забирає в нього револьвер. Обоє переслідують Чакі та Тайлера до американських гірок, оформлених на тему жахів. Тайлер ховається завдяки штучному туману. Чакі стріляє Сільві в ногу, дівчина каже Енді, що він зуміє добити Чакі й передає йому револьвер. Тайлера приголомшує декорація, а Чакі відсікає частину обличчя аніматронік смерті з косою. Енді стріляє в Чакі кілька разів, позбавляючи його руки. Ритуал Чакі зривається, Тайлер отямлюється, але ледве не падає на великий вентилятор. Чакі нападає на Енді, тоді Тайлер дає Енді ножа, яким той відрізає Чакі кисть. Потім Енді скидає Чакі на вентилятор, який шматує ляльку.
Поліція забирає Енді на допит, а Сільву доставляють до лікарні. Парк розваг закривається, а Енді обіцяє Сільві, що з ним усе буде гаразд.

## У ролях
- Джастін Вейлін — Енді Барклай
- Перрі Рівз — Крістін Де Сільва
- Джеремі Сілверс — Тайлер
- Тревіс Файн — Шелтон
- Дін Джекобсон — Вайтгерст
- Бред Дуріф — Чакі
- Пітер Хескелл — Салліван
- Декін Метьюз — полковник Кокрейн
- Ендрю Робінсон — сержант Вотнік
- Берк Бірнс — сержант Кларк
- Меттью Волкер — Елліс
- Донна Ескра — Іверс
- Едан Гросс — хороша лялька
- Террі Віллз — сміттяр
- Річард Меріон — паттерсон
- Лаура Оуенс — адміністратор
- Рон Фасслер — Петцольд
- Майкл Чіффо — охорона
- Генрі Дж. Сандерс — майор
- Лоїс Форейкер — сержант Фрейзер
- Девід Еллзі — Ghoul
- Марк Крістофер Лоуренс — поліцейський
- Річард А. Пек — Нельсон
- Майкл Ренна — кадет
- Райан Остін — кадет
- Кент Вінфрі — кадет
- Метт Деніелс — кадет